# ذخیره‌گاه گادابدجی
ذخیره‌گاه گادابدجی (به لاتین: Gadabedji Reserve) یک منطقهٔ مسکونی در نیجر است که در ناحیه مارادی واقع شده‌است.